# Bira
A Bira (oroszul: Бира) folyó Oroszországban, a Zsidó autonóm területen. Az Amur bal oldali mellékfolyója. A folyó 261 km hosszú, partján fekszik Birobidzsan, a Zsidó autonóm terület székhelye.